# Леандру Сантуш (футболіст, 2005)
Леа́ндру Енрі́ке Со́уза Са́нтуш (порт. Leandro Henrique Sousa Santos; нар. 28 вересня 2005, Баррейру) — португальський футболіст, захисник клубу «Бенфіка».

## Клубна кар'єра
Виступав за юнацьку команду «Фабріла», а 2017 приєднався до академії «Бенфіки». 9 жовтня 2019 року підписав юнацький контракт з клубом.
21 лютого 2022 року підписав зі «Бенфікою» свій перший професіональний контракт.
22 березня 2024 року продовжив контракт з «Бенфікою». Влітку 2024 року переведений до резервної команди клубу. 18 серпня 2024 року дебютував за «Бенфіку Б» у матчі Сегунда-ліги проти «Торреенсе».
23 листопада 2024 року дебютував в основному складі «Бенфіки» в матчі Кубка Португалії проти «Ештрели», вийшовши на заміну Александеру Ба. 15 лютого 2025 року в поєдинку проти «Санта-Клари» дебютував у Прімейра-лізі. 18 квітня в матчі Сегунда-ліги проти «Лейрії» забив свій перший гол у кар'єрі.

## Кар'єра в збірній
Виступав за збірну Португалії до 20 років.

## Статистика виступів
Станом на 4 травня 2025
| Клуб              | Сезон             | Чемпіонат         | Чемпіонат | Чемпіонат | Кубок | Кубок | Кубок ліги | Кубок ліги | Єврокубки | Єврокубки | Інші  | Інші | Всього | Всього | Всього |
| Клуб              | Сезон             | Дивізіон          | Матчі     | Голи      | Матчі | Голи  | Матчі      | Голи       | Матчі     | Голи      | Матчі | Голи | Матчі  | Голи   |        |
| ----------------- | ----------------- | ----------------- | --------- | --------- | ----- | ----- | ---------- | ---------- | --------- | --------- | ----- | ---- | ------ | ------ | ------ |
| Бенфіка Б         | 2024–25           | Сегунда-ліга      | 19        | 2         | —     | —     | —          | —          | —         | —         | —     | —    | 19     | 2      |        |
| Бенфіка           | 2024–25           | Прімейра-ліга     | 3         | 0         | 2     | 0     | 0          | 0          | 0         | 0         | —     | —    | 5      | 0      |        |
| Всього за кар'єру | Всього за кар'єру | Всього за кар'єру | 22        | 2         | 2     | 0     | 0          | 0          | 0         | 0         | 0     | 0    | 24     | 2      |        |

## Титули і досягнення
- Володар Суперкубка Португалії (1):

«Бенфіка»: 2025